# CB Miraflores
Der Club Baloncesto Miraflores SAD, auch bekannt unter dem Sponsornamen San Pablo Burgos, ist ein spanischer Basketballklub aus der kastilischen Stadt Burgos. Die erste Mannschaft spielt seit der Saison 2022/23 in der LEB Oro.

## Geschichte
CB Miraflores wurde im Jahr 1994 gegründet und spielte lange auf Regionalebene in der Provinz Burgos, ehe sich der Klub schließlich im Sommer 2015 in eine Sportaktiengesellschaft (Sociedad Anónima Deportiva, SAD) umwandelte und den Startplatz vom Lokalrivalen CB Atapuerca in der LEB Oro übernahm. CB Atapuerca hatte zuvor die Saison 2014/15 auf einem Aufstiegsplatz zur Liga ACB beendet, der höchsten spanischen Spielklasse, konnte diesen jedoch aus finanziellen Gründen nicht vollziehen und stellte in der Folge zeitweise den professionellen Spielbetrieb ein.
Den Grunddurchgang der ersten Saison in der LEB Oro beendete San Pablo Burgos, wie CB Miraflores fortan aus Sponsoringgründen hieß, bereits auf dem dritten Platz und qualifizierte sich damit für das Aufstiegsplayoff. Dort setzte sich San Pablo Burgos im Viertelfinale zwar gegen Cáceres Ciudad del Baloncesto durch, scheiterte jedoch im Halbfinale an CB Peñas Huesca. In der Saison 2016/17 landete San Pablo Burgos erneut auf dem dritten Platz des Grunddurchganges. Diesmal setzte sich die Mannschaft im Play-off jedoch nacheinander gegen Club Melilla Baloncesto, CB Breogán und Palencia Baloncesto durch und stieg somit ebenso wie San Sebastián Gipuzkoa BC in die Liga ACB auf.
In ihrer ersten Spielzeit in der höchsten Liga tat sich die Mannschaft zu Beginn schwer, verlor die ersten sieben Spiele und lag lange auf einem Abstiegsplatz. Im Laufe des Wettbewerbes konnte sich San Pablo Burgos jedoch steigern und beendete die Meisterschaft letztlich auf dem 14. Rang. In der Saison 2018/19 gelang erneut der Klassenerhalt, wobei die Mannschaft diesmal im Mittelfeld landete und in den letzten Runden sogar um die Qualifikation für das Play-off um die Meisterschaft kämpfte. Letzten Endes stand der elfte Tabellenrang zu Buche und San Pablo Burgos konnte sich, nicht zuletzt da viele vor ihnen platzierte Vereine an der EuroLeague und dem EuroCup teilnahmen, für die von der FIBA Europa organisierten Basketball Champions League qualifizieren.
Sehr erfolgreich verlief die Spielzeit 2019/20 für San Pablo Burgos. In der spanischen Meisterschaft lag die Mannschaft zum Zeitpunkt des Abbruches des Grunddurchganges aufgrund der COVID-19-Pandemie im März 2020 zwar auf dem zehnten Tabellenrang, im zu Saisonabschluss veranstalteten Wettbewerb um die Meisterschaft zwischen den zwölf bestplatzierten Mannschaften konnte San Pablo Burgos jedoch überraschend bis in das Halbfinale vordringen und beendete die Saison in der Liga ACB somit auf dem vierten Endrang. Noch erfolgreicher verlief jedoch die erste Teilnahme des Klubs an einem internationalen Turnier. In der Champions League setzte sich San Pablo Burgos zunächst in der zweiten Qualifikationsrunde gegen Kiew-Basket durch, landete daraufhin in der Gruppenphase auf Platz drei hinter Hapoel Jerusalem und AEK Athen und setzte sich in den Play-offs nacheinander gegen Dinamo Basket Sassari, Hapoel Jerusalem, JDA Dijon und schließlich im Endspiel mit 85:74 gegen AEK Athen durch und errang so überraschend den ersten Titel. Ebenfalls erfolgreich verlief die Saison 2020/21, zunächst konnte San Pablo Burgos durch einen 82:73-Sieg gegen den Gewinner der Champions League Americas, dem argentinischen Klub AA Quimsa, den Intercontinental Cup für sich entscheiden. In der Champions League landete die Mannschaft im Grunddurchgang auf dem ersten Platz ihrer Gruppe und beendete die Zwischenrunde auf Rang zwei hinter CB 1939 Canarias. Im anschließenden Play-off folgten Siege gegen Hapoel Holon, SIG Strasbourg sowie ein 64:59-Finaltriumph gegen Karşıyaka SK um den Titel erfolgreich zu verteidigen. In der spanischen Meisterschaft landete die Mannschaft im Grunddurchgang auf dem sechsten Platz und qualifizierte sich damit für das Meisterschaftsplayoff, scheiterte dort jedoch im Viertelfinale an CB 1939 Canarias.

## Namen
Der Name Club Baloncesto Miraflores (deutsch Basketballklub Miraflores) wurde in Anlehnung an das bekannte in Burgos gelegene Kartäuserkloster Santa María de Miraflores gewählt. Das gotische Kloster findet sich auch im Vereinswappen wieder.
Die erste Mannschaft änderte aus Sponsoringgründen mehrmals ihren Namen:
- CB Miraflores (1994–2015)
- San Pablo Inmobiliaria Burgos (2015–2017)
- San Pablo Burgos (2017–2020)
- Hereda San Pablo Burgos (2020–)

## Spielstätten

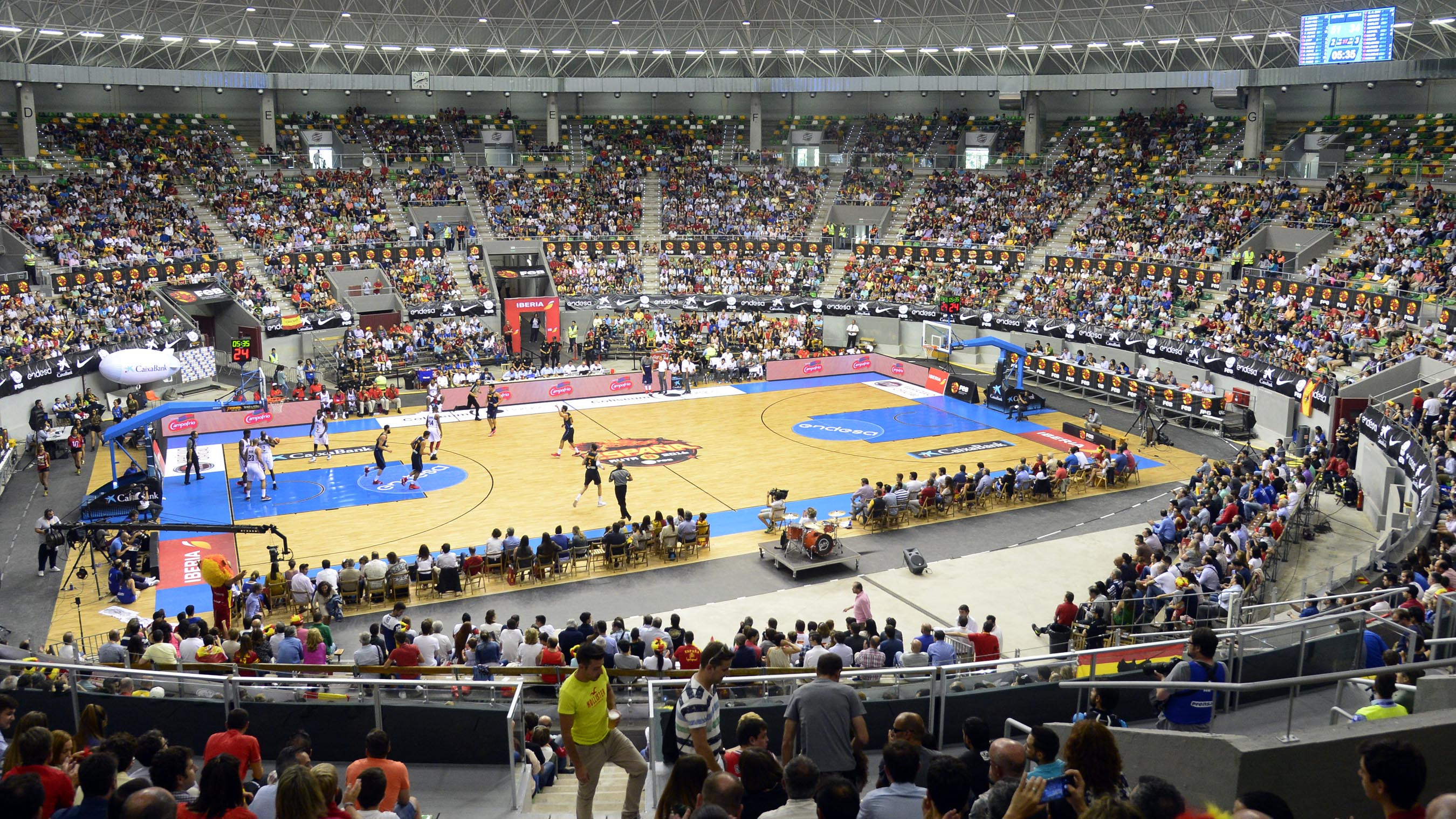
Coliseum Burgos während eines Spieles der spanischen Nationalmannschaft (2016).

Die Profimannschaft von CB Miraflores trug ihre Heimspiele zunächst im Polideportivo El Plantío, mit einer Kapazität von rund 2.500 Zuschauern aus. Mit dem Aufstieg des Vereins in die Liga ACB im Sommer 2017, übersiedelte die erste Mannschaft ins Coliseum Burgos, einer Mehrzweckhalle die im Jahre 2015 durch die Überdachung und Renovierung einer seit 1967 existierenden Stierkampfarena entstanden war. Die Halle hat ein Fassungsvermögen für 9454 Zuschauer.

## Erfolge
- Intercontinental Cup: 2021
- Basketball Champions League: 2019/20, 2020/21

## Bekannte ehemalige Spieler
| - Jules Akodo - Vlatko Čančar - Earl Clark - Corey Fisher - John Jenkins - Augusto Lima | - Anton Maresch - Dino Radončić - Thomas Schreiner - Ægir Steinarsson - Deon Thompson - Paul Zipser |